# Giuseppe Tomassetti
Giuseppe Tomassetti (Roma, 4 aprile 1848 – Roma, 23 gennaio 1911) è stato uno storico italiano, noto per una monumentale storia della Campagna romana.

## Biografia
Figlio di Francesco Tomassetti e Carolina Antonietti, fu avviato allo studio della giurisprudenza dal padre, un avvocato impiegato presso la Cancelleria Apostolica. Oltre agli studi legali, Tomassetti frequentò alla Sapienza di Roma anche dei corsi della Facoltà Filologica sotto la guida di Pietro Ercole Visconti, che lo iniziò allo studio della filologia e dell'archeologia romana. Nel 1869, a soli ventun anni, si laureò in Diritto; l'anno successivo conseguì la laurea in lettere e archeologia e l'abilitazione all'insegnamento nelle scuole secondarie.
I suoi interessi si rivolsero soprattutto al medioevo: la sua attività di ricerca si incentrò sulle istituzioni medievali di Roma, per il cui studio gli furono assai utili le sue cognizioni legali. Non ottenne mai una cattedra nelle università statali italiane. Fu insegnante di storia nel seminario Sant'Apollinare di Roma, dove ebbe fra i suoi allievi padre Semeria il quale lo ricordò nelle sue memorie. Fu tuttavia membro dell'Accademia dei Lincei, della Pontificia Accademia romana di archeologia e di altre prestigiose accademie straniere. Fu socio fondatore della Società romana di storia patria

### Scritti

#### La Campagna Romana
Scrisse numerose opere di storia, la più importante delle quali è la monumentale opera La Campagna romana. Iniziata nel 1879, edita dalla Società romana di storia patria, venne portata a termine, a cura del figlio Francesco, edita postuma da Loescher a partire dal 1910. Una più recente edizione, a cura di Luisa Chiumenti e Fernando Bilancia, redatta sulla base degli appunti lasciati da Giuseppe e Francesco Tomassetti, è uscita a partire dal 1979 edita da Leo S. Olschki.
L'opera era composta da un volume generale e da volumi strutturati in base alle vie consolari:
1. La Campagna romana in genere.
2. Via Appia, Ardeatina ed Aurelia.
3. Vie Cassia e Clodia, Flaminia e Tiberina Labicana e Prenestina.
4. Via Latina.
5. Via Laurentina-Ostiense.
6. Vie Nomentana e Salaria, Portuense, Tiburtina.

### Altri scritti
- Amaseno, Roma, Tip. dell'Unione cooperativa ed., 1899.
- Antichità di Lanuvio (Civita - Lavinia), Genzano di Roma, Ventucci, 1988. (1ª ed. Roma: Tip. editrice romana, 1882)
- Cave di Palestrina: cenni storici, Roma, Scuola tipografica Salesiana, 1898.
- Cenni storici della sorgente Acquasanta, Roma, Tipografia editrice E. Filiziani, 1897.
- Cenno storico della chiesa di S. Matteo in Merulana; pubblicato per cura di Augusto Senatra, Roma: Tip. A. Befani, 1883.
- Cerveteri: notizie storiche, Roma, Tip. cooperativa sociale, 1906.
- Comune di Roma contro Comune di Manziana: pretesa rivendicazione di territorio: memorie storiche del territorio di Manzian. Roma. Tip. coop. sociale, 1908.
- Comune di Roma contro Comune di Rignano Flaminio, Roma, Tip. frat. Pallotta, 1903.
- (FR)  Court itinéraire de Rome et ses principaux environs divise en dix jours. Rome: P. Cristiano, 1877.
- Del sale e focatico del Comune di Roma nel medio evo, Roma, Società romana di storia patria, 1898.
- Di un bacino lustrale consecrato alla ninfa Giuturna, Roma, Salviucci, 1871.
- Di un nome topografico suburbano e cristiano, Roma, s.n., 1899.
- Di una scoperta presso il Tevere, Roma, Tipografia editrice romana, 1891.
- Documenti feudali della provincia di Roma nel Medio evo, Roma, Tip. poliglotta, 1898.
- Epigrafe inedita, Roma, Salviucci, 1875.
- (EN)  Escursione all'Ariccia: an address given to the british and american archaeological society of Rome on Tuesday, April 23, 1907, Roma, Tip. nazionale G. Bertero e c., 1907.
- Feudalismo romano, Roma, Tip. A. Befani, 1895.
- I centri abitati nella Campagna romana nel medioevo, S.l., s.n., 1883.
- I monumenti e la topografia dell'antica Boville: dissertazione del socio ordinario Prof. Giuseppe Tomassetti letta alla Pontificia accademia romana di archeologia il 29 marzo 1900, Roma, Tip. Vaticana, 1900.
- I redentoristi in Roma, Roma, Tip. dell'unione cooperativa editrice, 1896.
- Cenno storico sulla vita di S.E. Ferrante Baffa Trasci Illustrissimo Vescovo di Massimianopoli 1590 - 1656, Roma, 1888.
- I romani a Lepanto, S.l., s.n., 1904.
- Il Palazzo Vidoni in Roma appartenente al Conte Filippo Vitali: monografia storica, Roma, Tip. Poliglotta, 1905.
- Il sodalizio dei fornai di Roma, Roma, Tip. Forzani e c., 1906.
- Intorno ad una recensione delle tavole di epigrafia romana, Roma, Tip. Guerra e Mirri, 1888.
- La casa di Ugo Boncompagni, Gregorio XIII in Roma, Roma, Forzani e C. tip. del Senato, 1897.
- La colonna di Enrico IV in Roma, Roma, Salviucci, 1882.
- La diocesi di Sabina: con documenti inediti, Roma, Officina poligrafica editrice, 1909.
- La festa del Tuscolo nell'anno 1899, Roma, Forzani e C. tipografi del Senato, 1899.
- La influenza degli italiani conquistati sui loro conquistatori, Roma, Salviucci, 1873.
- La pace di Roma: anno 1188, Roma, Tip. dell'Unione cooperative editrice, 1896.
- La statua della papessa Giovanna, Roma, Ermanno Loescher & c., 1907.
- La via Latina nel medio evo: analisi storica, Roma, Ermanno Loescher e C., 1886.
- La Vie Cassia e Clodia, Flaminia e Tibertina, Labicana e Prenestina, Roma, E. Loescher e c. : W. Begenberg, 1913.
- Le scoperte nel lago di Nemi, Roma, Forzani e c., 1895.
- Miscellanea storica romana, Roma, dalla Tipografia della Pace, 1881.
- Musaico marmoreo del Principe Colonna, Roma, Tip. dell'Accademia dei Lincei, 1886.
- Notizie epigrafiche, Roma, Tip. dell'Accademia dei Lincei, 1890.
- Notizie epigrafiche, Roma, Tip. dell'Accademia dei Lincei, 1893.
- Nuove ricerche sulla spiaggia latina: dissertazione letta alla Pontificia accademia romana d'archeologia dal socio ordinario Prof. Giuseppe Tomassetti nell'adunanza del 26 novembre 1896, Roma, Tip. vaticana, 1897.
- Tavole per uso della scuola di magistero di epigrafia latina nella R. Università di Roma, Roma, Tip. dell'Accademia dei Lincei, 1887.
- Tavole per uso della scuola magistero di epigrafia latina nella R. Università di Roma, Roma, Tip. della R. accademia dei Lincei di V. Salviucci, 1887.
- Una lettera di Clemente XI al duca di Parma e Piacenza, Roma, Tip. della Pace, 1880.
- Una lettera inedita di Cola di Rienzo, Roma, Direzione della Nuova Antologia, 1904.
- Una villa di Giulio Cesare, Roma, Direzione della Nuova antologia, 1903.